# Diloba
Diloba é um gênero de traça pertencente à família Arctiidae.